# Rust (videohra)
Rust je multiplayerová 3D survival hra vydaná 11. prosince 2013. Hra je dostupná ve službě Steam, od 8. února 2018 vyšla z alfy do plné verze. Vývojářem hry je Facepunch Studios, toto studio dále stojí např. za hrou Garry's Mod. Hra je dostupná na Windows, Linux, macOS, PlayStation 4 a Xbox One.
Od roku 2014 hra využívá Unity 5, což dramaticky přispělo k lepšímu grafickému zpracování. Hra začala jako klon hry DayZ, což je populární herní mód na hru ArmA 2 s prvky craftingu podobnému Minecraftu.

## Hratelnost
V Rustu se hráči připojení na server objeví ležící na pláži s pochodní a kamenem. Hlavním úkolem je přežívat, těžit, budovat, zabíjet ostatní hráče a v poslední řadě zničit a vykrást základnu ostatním hráčům. Hra nabízí desítky střelných a primitivních zbraní. Mezi hráčem neovládané postavy, NPC, patří útočná helikoptéra, vědci, bandité nebo CH-47 Chinook. Hráč má jako hlavní úkol přežít. Je potřeba hledat jídlo, nenechat se zabít medvědy, vlky nebo prasaty. Hra je hráč proti hráči (tzv. PvP) takže hráči bojují často mezi sebou. Hlasový chat umožňuje všem hráčům komunikovat mezi sebou.

## Vývoj hry
„Rust started off as a DayZ clone. But then we decided that we are sick of fighting zombies. And can't compete with the Arma island in terms of landmarks and towns.“
11. prosince 2013 byla hra vydána ve službě Steam v podobě předběžného přístupu, ale vývoj začal už dříve. Vývojáři aktivně vydávali updaty obohacující hru – zvířata, lovení, brnění, zbraně. Na únor roku 2014 vývojáři odebrali zombie, kteří byli nahrazeni medvědy a vlky.
Ke konci roku 2014 byla vydána verze Experimental a vývoj byl přesunut na Unity 5. S touto novou verzí přišel zcela nový, procedurálně generovaný svět. Nový anticheat, program proti podvádění, v této verzi nesl název CheatPunch, zabanoval přes 4 621 cheaterů, hráčů, kteří podváděli. V říjnu roku 2014 se stala verze Experimental výchozí.  Krátce nato byl do hry přidán nový anticheat EasyAntiCheat, nahrazující CheatPunch. Na začátku roku 2015 dostali všichni hráči rozdílnou barvu pleti podle jejich Steam ID.
Vývojáři prozatím odstranili radiaci (byla nahrazena ukazatelem žízně). Ženské modely byly přidány, stejně jako tomu bylo u barvy pleti, hráči nemají možnost výběru. Ke konci roku 2015 hra začala nabízet vzhledy oblečení, zbraní v nově představeném Item Store od Steamu. Tyto změny vzhledů jsou pouze kosmetickou záležitostí, nenabízejí žádnou výhodu.
V červenci roku 2016 byly odstraněny systém blueprintů. Vývojáři je nahradili systémem zkušeností, kde hráči získávali zkušenosti za činnosti např. těžba stromů atd. Jeden z hlavních vývojářů napsal na Reddit, že by tento systém mohl být v budoucnu nahrazen. V listopadu 2016 byl systém zkušeností odebrán a nahrazen systémem komponentů.
V roce 2017 byl upraven systém zbraní. Vývojáři zmírnili zpětný ráz a náklady na výrobu zbraní, aby hru udělali přijatelnější pro čistě PvP hráče. Byl přidán Vending Machine, jakýsi automat, který umožňuje hráčům vyměňovat mezi sebou předměty. Byl přidán Hapis Island, což je mapa, která již není procedurálně generovaná. Hra opustila předběžný přístup a 8. února 2018 byla oficiálně vydána. Po vydání začali vývojáři pilně pracovat na odstranění chyb a optimalizaci.
V novějších updatech byl přidán systém blueprintů, kde hráči vyzkoumávají předměty za šrot, které poté mohou vyrábět u pracovních stolů. Bylo přidáno první ovladatelné vozidlo – loď, potápěčské vybavení a várka nových zbraní. Byl přidán vrtulník CH-47 Chinook. A bylo přidáno či upraveno několik lokací, aby byly kompatibilní s novým updatem – The Puzzle Update.

## Prodej
Dva týdny po vydání alfy bylo prodáno celkem 150 000 kopií. Po dvou měsících v předběžném přístupu bylo prodáno přes 1 000 000 kopií. V únoru roku 2014 Rust překonal Garry's Mod v počtu prodaných kopií. Koncem roku 2015, 3 000 000 kopií. V dubnu roku 2017 bylo prodáno přes 5 200 000 kopií a více než 1 200 000 herních vzhledů na komunitním tržišti. Hry jako The Forest, Ark: Survival Evolved, 7 Days To Die bývají často přirovnávány k Rustu, díky otevřenému světu a podobným mechanikám přežívání.

### V předběžném přístupu
Hra obdržela smíšené recenze během alfy často kvůli nedostatkům.